# Imigração portuguesa no Luxemburgo
Luso-luxemburguês ou português-luxemburguês é um luxemburguês que possui ascendência portuguesa ou um português que reside no Luxemburgo.

## História
A emigração portuguesa para o Luxemburgo iniciou-se em meados de 1960. Atualmente constituem a maior comunidade de estrangeiros do país, com 80 000 luso-luxemburgueses, representando cerca de 16% do total da população a viver no Luxemburgo.